# غوغرد (خوي)
غوغرد هي قرية في مقاطعة خوي، إيران. عدد سكان هذه القرية هو 2,407 في سنة 2006.